# Bothriocline congesta
Bothriocline congesta là một loài thực vật có hoa trong họ Cúc. Loài này được (M.Taylor) Wech. mô tả khoa học đầu tiên năm 1981.